# Kingspe
『Kingspe』（キンスペ）は、1997年10月から鹿児島放送で放送されている情報番組である。2016年4月2日からは毎週土曜 0:15 - 0:45に放送している。

## 概要
鹿児島県と近隣県のグルメ・買い物・最新の映画など、旬の情報やこだわりをリポーターによるリポートを交えて伝える。
毎月最終週には朝まで生テレビが編成される関係上、放送が休止となっていたが、2010年4月30日からは『Kingspe-E』として、番組スタッフが厳選した週末公開の話題の映画・注目の楽曲・ミュージッククリップなどを紹介する。
月曜25:45 - 26:15（2016年4月現在）には『Kingspe-R』として番組の再放送が行われている。
全米オープンや全英オープンといったゴルフ中継、世界水泳選手権などのスポーツ中継放送時は番組自体が休止になる場合がある。また毎年8月の『熱闘甲子園』やプライムタイム枠番組の枠拡大時は放送時間が繰り下がる。

## 放送時間

### kingspe
- 不明～2009年9月 - 毎月最終週を除く土曜 0:15 - 0:45（月1回放送→隔週放送の時期あり）
- 2009年10月10日～2016年3月26日 - 土曜 0:20 - 0:50
- 2016年4月2日～現在 - 土曜 0:15 - 0:45

### kingspe-R（kingspeの再放送）
- 不明～現在 - 火曜 1:45 - 2:15

### kingspe-E
- 2010年5月1日～2016年3月 - 毎月最終土曜 0:20 - 0:50
- 2016年5月3日～（予定） - 火曜 1:45 - 2:15

## 出演者

### MC
- 北﨑千香子（KKBアナウンサー）
- 福田大二朗（KKBアナウンサー）

### 過去の出演者
- 村川裕
- 熊谷龍一
- 淵脇正恵
- 熊坂良
- 南崇臣
- 塚越礼奈
- 梶尾みどり
- 鈴木理加
- 高橋よしえ - 2009年10月2日放送分でリポートを担当。
- 中西可奈
- 立川拳太
- 出世凪沙
- 下鶴琴音

## オープニングテーマ
- Arriva La Bomba